# Taça do Atlântico de 1976
A Taça do Atlântico, criada em 1956, teve como organizadores a Argentina, Brasil e Uruguai.
A disputa tinha como objetivo fortalecer a competição entre os países que possuíam o melhor futebol do continente.
Em 1960, na segunda edição, o Paraguai foi incluído.
O torneio foi realizado pela última vez em 1976 com o Brasil sagrando-se campeão, como em todas as outras.
Na última edição, em 1976, foram disputados jogos de ida e volta. Os resultados também valiam para a disputa de outras taças: Copa Roca (disputada com a Argentina), Copa Rio Branco (disputada com o Uruguai) e a Taça Oswaldo Cruz (disputada com o Paraguai). O Brasil empatou apenas uma vez e venceu as demais partidas, conquistando pela primeira vez o título de forma invicta..

## Partidas
| 25 de fevereiro | Paraguai                   | 2 – 3 | Argentina                   | Defensores del Chaco, Assunção |
|                 | Aquino 4' (pen) · Báez 53' |       | Héctor Scotta 11', 38', 52' | Árbitro: PAR Héctor Ortiz      |

| 25 de fevereiro | Uruguai    | 1 – 2 | Brasil                | Centenario, Montevidéu                                        |
| 21:00           | Ocampo 23' |       | Nelinho 9' · Zico 85' | Público: 60 000 Renda: $ 58.000,00 Árbitro: URU Roque Cerullo |

| 27 de fevereiro | Argentina        | 1 – 2     | Brasil             | Monumental, Buenos Aires                                         |
|                 | Kempes 74' (pen) | Relatorio | Lula 5' · Zico 67' | Público: 60 000 Renda: $ 58.000,00 Árbitro: ARG Roberto Barreiro |

| 07 de abril | Paraguai                 | 1 – 1     | Brasil               | Defensores del Chaco, Assunção |
|             | Osvaldo Aquino 36' (pen) | Relatorio | Enéas de Camargo 36' | Árbitro: PAR J. Romei          |

| 08 de abril | Argentina                               | 4 – 1 | Uruguai     | José Amalfitani, Buenos Aires  |
|             | Kempes 21' 57' · Luque 50' · Scotta 89' |       | Pereyra 79' | Árbitro: ARG Arturo Ithurralde |

| 28 de abril | Brasil                    | 2 – 1 | Uruguai       | Maracanã, Rio de Janeiro         |
|             | Rivelino 59' · Zico 73' · |       | Daniel Torres | Árbitro: BRA Romualdo Arpi Filho |

| 28 de abril | Argentina        | 2 – 2 | Paraguai                      | Amalfitani, Buenos Aires    |
|             | Kempes 48' 50' · |       | Rivera 70' · Aquino 72' (pen) | Árbitro: ARG Ángel Coerezza |

| 19 de maio | Brasil              | 2 – 0 | Argentina | Maracanã, Rio de Janeiro    |
|            | Lula 64' · Neca 88' |       |           | Árbitro: BRA Agomir Martins |

| 09 de junho | Uruguai | 0 – 3 | Argentina                                 | Centenário, Montevidéu |
|             |         |       | Luque 2' · Kempes 11' · René Houseman 28' |                        |

| 09 de junho | Brasil          | 3 – 1 | Paraguai | Maracanã, Rio de Janeiro          |
|             | Dinamite · Zico |       | Díaz     | Árbitro: BRA Romualdo Arppi Filho |

## Classificação
| Lugar | País      | J | V | E | D | GP | GC | SG | PG |
| 1     | Brasil    | 6 | 5 | 1 | 0 | 12 | 5  | 7  | 11 |
| 2     | Argentina | 6 | 3 | 1 | 2 | 13 | 9  | 4  | 7  |
| 3     | Paraguai  | 6 | 1 | 3 | 2 | 9  | 11 | -2 | 5  |
| 4     | Uruguai   | 6 | 0 | 1 | 5 | 5  | 14 | -9 | 1  |

## Campanha do Brasil
Brasil 2 a 1 no Uruguai. Nelinho de falta, Ocampo de fora da área e Zico de falta.   Argentina 1 a 2 Brasil. Lula concluiu lançamento de Marinho Chagas. Zico de falta. Kempes de penalti. 1 a 2. 
Paraguai 1 a 1 Brasil. Zico para Eneas. Aquino de penalti.  Brasil 2 a 1 Uruguai. Torres em chute de longa distância, Rivelino em jogada individual, Zico de penalti. Brasil 2 a 0 Argentina. Lula no rebote do goleiro. Orlando centrou, Gil tentou, Neca fuzilou.  Brasil 3 a 1 Paraguai. Getúlio cruzou, Gil desviou e Roberto abriu o marcador. Getúlio para Zico. 2 a 0. Gil para Roberto. 3 a 0. Diaz diminuiu. 

## Artilharia do Brasil
4 gols
 Zico
2 gols
 Roberto Dinamite
 Lula
1 gol
 Nelinho
 Enéas
 Rivelino
 Neca

## Assistências do Brasil
2 Assistências
 Búfalo Gil
1 Assistência
 Marinho Chagas
 Zico
 Orlando Pereira
 Getúlio